# 肉質虫
肉質虫（にくしつちゅう）とは、アメーバなどを含む原生動物の分類群のひとつ。アメーバのような運動をする生物群としてまとめられた。現在では進化的に異なる系譜からなる多系統群であると考えられる。

## 名称と系統

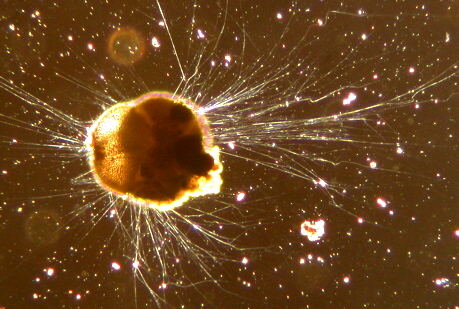
有孔虫 Ammonia tepida

肉質虫 (Sarcodina) は、原生動物の最上位の分類単位の一つとして使われた言葉である。典型的かつ最も有名なのはアメーバである。かつてこの群に所属された主な分類群には、アメーバ類（葉状仮足、無殻・有殻）、糸状仮足のアメーバ類（無殻・有殻）、有孔虫類、太陽虫類、放散虫類がある。この他に、とりあえずこれらに含ませたものの、それでいいのか、という議論が絶えず出る群がいくつもある。上記の個々の群の中でも、多系統であると考えられる場合もある。下位分類も参照。

### 根足虫
アメーバを含む分類群に対して根足虫 (Rhizopoda) という語も、古くから使われていたが、以下に述べるように、ここに含まれる群には様々なものがあり、アメーバのイメージからは見かけも偽足の様子も掛け離れたものもある。そこで根足虫をアメーバを含む一群の名とし、全体を含めるには肉質虫を用いることもある。現在ではこちらの使い方をする方が多い。

### 粘菌類の扱い
粘菌類を肉質虫に含めるかどうかには長い議論の経過がある。20世紀初頭に粘菌類を原生動物として扱うべきとの提案が出た。その場合、名称としては動菌類 (Mycetozoa) が使われた。後に粘菌類は菌類と見なされることが多くなり、原生動物からは外す傾向が強まった。
しかし、20世紀末よりの分類学の大きな変化の中で、粘菌類は菌類とは掛け離れたものと見なされる傾向が強まった。他方で、原生動物の既製の群について、それらが多系統的であるとの判断が広まったことから、便宜的な群にすぎないため、改めて粘菌類をここに含める例が増えている。また、その一部については、改めて類縁関係が問い直されてもいる。

## 形態と運動
肉質虫は原形質流動によって細胞を変形させ、偽足を形成することで運動する。肉質虫全体で見ると、偽足の形にはいくつかの型があり、それは大きな分類を考える時、重要なものとされている。また、鞭毛は一時的に持つものもある。中には変形する細胞と鞭毛を共に持つものがあり、この類と鞭毛虫をまとめて肉質鞭毛虫類などとすることもある。

### 仮足
アメーバは裸の細胞で、細胞が変形して、その内部が流れるようにして移動する。この運動をアメーバ運動と言い、その際に生じる移動方向に伸ばされた細胞の突出部を偽足あるいは仮足という。アメーバの作る偽足は、先端が丸く、幅が広いもので、これを葉状偽足という。粘菌類の変形体はアメーバに似るが、原形質の流れが速く、その流れる経路がはっきりした管の形になる傾向がある。これを粘液状仮足とも言う。これに対して、幅が狭く、先端がとがって細長い円錐状になる偽足を糸状偽足という。この型のものは先に行くにつれて多少枝分かれするが、その先で融合して網を作ることはない。同じく糸状に見えても、有孔虫のそれはちょっと独特で、多くの顆粒を含み、細い偽脚の中で、先端向きと根元向きの細胞質の流れが共存する。また、先端の方で他の偽足と合流して、網状になる。これを顆粒性網状偽足と言う事もある。太陽虫、放散虫等の偽足は、細い針状で分枝せず、その中心にはっきりとした軸が走っているので、これを軸足（じくそく）という。
また、アメーバは裸の細胞で、その全体が変形しつつ運動するが、殻を持つアメーバもあり、その場合、運動は全体の変形というより、殻から出た偽足による運動、と言った様子になる。さまざまな偽足の群に、それぞれに裸のもの、殻を持つものがある。殻の形は群によってさまざまであるが、偽足を出す穴が必ずあり、それが一つならばそこから偽足を広げ、全体に多数の穴があれば、全面から偽足を外に伸ばす姿になる。

## 生活環
生活環は分類群によって様々である。多くのものでは無性生殖として分裂が知られている。有性生殖は多様で、接合を行うもの、配偶子を形成するものなどがある。有孔虫では世代交代が知られている。また、アメーバ類では有性生殖が全く知られていない。放散虫や有孔虫では鞭毛を持つ遊走子の知られている例がある。

## ミトコンドリア
生活環の多様性は、これらの群が進化的に異なる由来の系統から構成された寄せ集めであることの現れと見ることもできる。それは、他の形質からも推定されている。例えばミトコンドリアの形質にもそれが見られる。
ミトコンドリアは真核生物のほとんどすべてが持つ、重要な細胞小器官であり、酸素呼吸にかかわっているとされる。しかし、原生生物ではミトコンドリアに独特の形質のものが見られることが知られる。例えば、一般にミトコンドリア内膜のひだであるクリステは平板状であるが、ミドリムシやトリパノソーマのそれは先が膨らんだ団扇状になっており、この両者が近縁であることの証拠ともされる。
これを肉質虫について見ると、アメーバ類のクリステは平板状である。これに対して、有孔虫類のそれは管状である。管状クリステは粘菌類や繊毛虫にも見られ、原生生物にはいくつもの群に見られる形質である。また、アメーバに似た姿のペロミクサには、ミトコンドリアがない。
以下に、各群のクリステの形を示す。
- ミトコンドリア無し：ペロミクサ
- クリステは平板状：アメーバ類・（アクラシス類）・太陽虫
- クリステは管状：粘菌類・有孔虫類・放散虫（多泡類・濃彩類）

## 下位分類
以下にこの類を一つの群と見なした形での分類表を示す。実際にこの形、あるいはこれに近い形が使われる場合もあるが、系統的に意味のあるものとは言えないであろう。広く認められた、安定した体系は未だにない。実際には、ここで目や綱として扱っているものを、独立門と見なす例も多々ある。
肉質虫亜門 Sarcodina
- 根足虫上綱 Rhizopoda
  - 葉状根足虫綱 Lobosea：アメーバ・有殻アメーバ
  - 糸状根足虫綱 Filosea：無殻糸状根足虫・有殻糸状根足虫
  - 顆粒状根足虫綱 Granuloreticulosea：有孔虫、ビオミクサ(Biomixa)
  - クセノフィオフォラ綱 Xenophyophorea
  - Caryublastea：ペロミクサ(Pelomixa)
- 有軸仮足虫上綱
  - 棘針綱 Acantharae
  - 多泡綱 Polycystinea
  - 濃彩綱 Phaeoarea：上記三つはかつてはまとめて放散虫とされた。
  - 太陽虫綱 Heliozoea